# Abel Seyler

Abel Seyler

Abel Seyler, född 23 augusti 1730 i Liestal, Schweiz, död 25 april 1800 i Rellingen, Holstein, var en schweizisk bankir och affärsman som senare blev känd som en av Europas stora teaterdirektörer under 1700-talet. Han var "den ledande stöd för den tyska teatern" under sin livstid, och krediteras med att ha infört Shakespeare till en tyskspråkig publik, och för att främja idén om nationalteatern i traditionen efter Ludvig Holberg, Sturm und Drang-dramatikerna och tysk opera. Han var huvudägare av Hamburgs nationalteater (1767–1769), som hade Gotthold Ephraim Lessing som dramaturg. År 1769 grundade han Seylersche Schauspiel-Gesellschaft, som var en av de mest kända europeiska teatergrupper under perioden 1769–1779 och som anses som "den bästa teatergruppen i Tyskland på den tiden." Abel Seyler var frimurare sedan 1753.